# Raimund Krumme
Raimund Krumme est un animateur allemand, ayant étudié notamment à Los Angeles, (États-Unis) où il fut professeur au California Institute of the Arts.
Dans plusieurs de ses films, l'aspect visuel, et le jeu avec les points de vue, la perspective, les lois de la mécanique physique et la représentation, y ont une place importante.
Dans Les Équilibristes ou Le Carrefour, les personnages évoluent autour d'une forme simple (respectivement un rectangle et la croisée de 2 chemins). Ces simples formes changent de signification, en fonction des positions des personnages, et de leurs ombres portées.
Raimund Krumme, tient tout de même à préciser que dire que son œuvre se limiterait à un jeu de perspective serait une erreur de compréhension.
Dans Les Spectateurs, une foule dans une salle de spectacle bouge au gré des émotions, ressemblant à certains moments à des diagrammes de flux, les émotions des uns agissant sur les émotions des autres.
Dans Passage 2 personnages doivent traverser de la glace, on retrouve ici partiellement les jeux de Les Équilibristes ou Le Carrefour, avec la glace qui se brise, et les passages de l'eau à la surface de la glace des personnages.
Une rétrospective lui a été consacrée au festival d'Auch, en avril 2005.

## Filmographie
- Et la chaise vole à travers la fenêtre (Und der Sessel fliegt durchs Fenster), 1979, dessin, 11 min, 35 mm ;
- Les Équilibristes (Seiltänzer), dessin, 1986, 9 min, 35 mm ;
- Les Spectateurs (Zuschauer), dessin, 1989, 6 min, 35 mm ;
- Le Carrefour (Die Kreuzung), dessin 1991, 9 min, 35 mm ;
- Ainsi tu es mon fiancé (Du also bist mein Bräutigam), 2D numérique, 1992, 6 min, 35 mm ;
- Passage, dessin, 1994, 6 min, 35 mm ;
- Le Message, dessin, 2000, 6 min, 35 mm ;
- Le Chœur de prisonniers (Gefangenenchor), pixilation et 2D numérique, 2004, 6 min, 35 mm.